# Gin (etnia)
Gin o jing es el nombre que reciben los vietnamitas que viven en la República Popular China. Se trata de una minoría pequeña, unas 23.000 personas, que habitan básicamente en tres islas situadas en las costas de la provincia de Guangxi. Conforman una de las 56 minorías étnicas oficialmente reconocidas por el gobierno chino.
El nombre jing proviene de la palabra kinh, denominación de los vietnamitas. Después de vivir durante más de 500 años en China, los gin han adquirido un carácter propio, semejante al de los vietnamitas pero con una personalidad independiente.

## Idioma
Los gin hablan el idioma vietnamita, perteneciente a la familia viet-muong de la familia mon-jemer de la familia austroasiática. Aunque contiene mucho vocabulario proveniente del chino, y al principio se escribía usando los ideogramas chinos, es considerado por lingüistas como una lengua austroasiática.
Es la que tiene el mayor número de hablantes: tiene diez veces más que el idioma siguiente, el camboyano. El vietnamita actualmente usa el alfabeto latino (con muchos diacríticos) para escribir.

## Historia
Los antepasados de los gin emigraron hacia China procedentes de Vietnam a mediados del siglo XVI. Procedían en su mayoría de la ciudad de Tushan y de zonas cercanas.
Llegaron a China en busca de territorios desocupados donde asentarse pero se encontraron con que los zhuang y los han ya estaban instalados en la zona. Así que ocuparon tres territorios que permanecían desocupados: las islas de Wanwei, Wutou y Shanxin, en la costa de la actual provincia de Guangxi.

## Cultura
Los gin tienen algunas costumbres amorosas que parecen sacadas de una novela romántica. Una de ellas es el ritual de la declaración amorosa. Cuando un muchacho se siente atraído por una joven la lleva a pasear por la playa bajo la luz de la luna. Una vez ahí, el joven tose de forma rotunda, señal de que intenta un acercamiento con su compañera.
La muchacha ralentiza sus pasos para dar tiempo a que el joven prepare un pequeño montículo de arena que luego golpeará con una patada en dirección a su compañera. Si ella está de acuerdo con el cortejo, le devolverá la arena, acompañada de una sonrisa.
Los trajes tradicionales de las mujeres gin suelen consistir en blusas cortas y ajustadas y pantalones largos, generalmente de color marrón. Los hombres utilizan chaquetas largas que llegan hasta las rodillas. Hoy en día la mayoría de los gin suele vestir de un modo occidentalizado.

## Religión
La religión más extendida entre los gin es el animismo. Existe también un importante número de budistas. Solo un 3% de esta población ha adoptado la fe cristiana, aunque muchos de ellos mezclan creencias budistas y daoistas con las cristianas.
- Datos: Q3059102